# Turban
Pour les articles homonymes, voir Turban (homonymie).

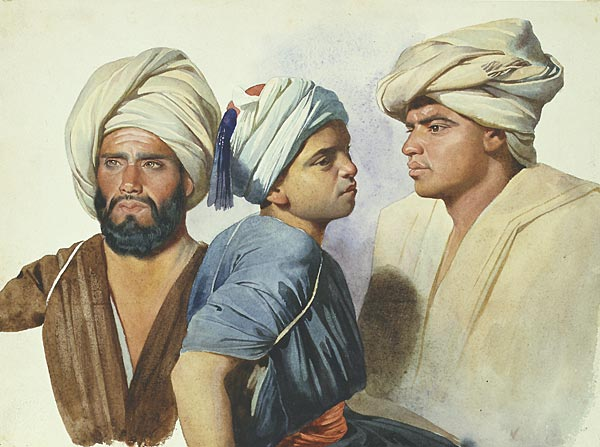
Trois fellahs, par Charles Gleyre, 1835.

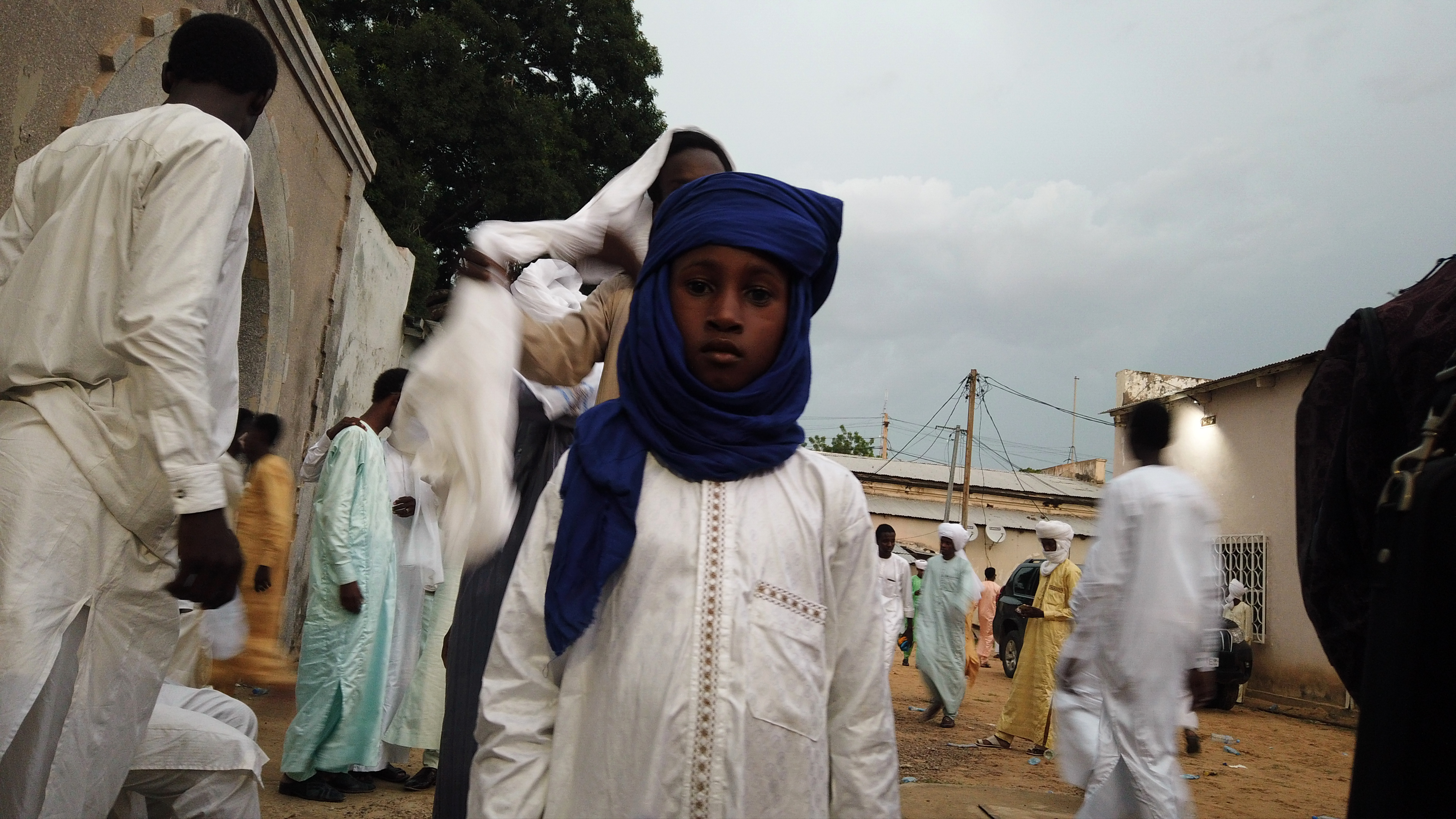
un enfant toubou avec son kadamoul lors d'un festival culturel à N'Djamena en 2022

Le turban (du moyen français turbant, via l’italien turbante, du turc tülbent du persan dulbend) est un couvre-chef volumineux constitué d'une longue écharpe enroulée autour du crâne ou d'un chapeau.

## Histoire

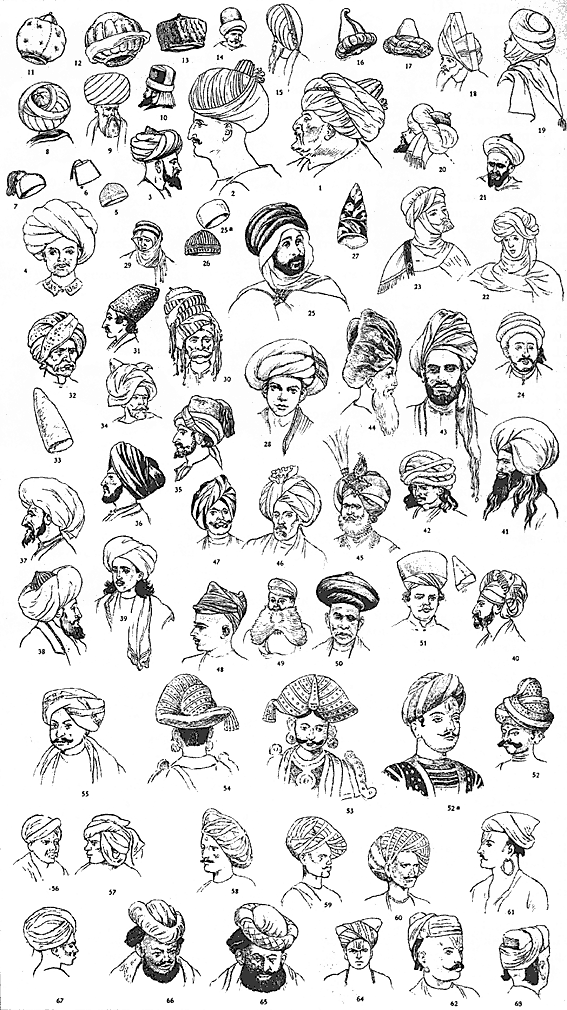
Évolution du turban

Les Perses de l'Antiquité portaient un chapeau conique parfois entouré de bandes de tissu, ce qui peut être considéré comme l'origine du turban moderne[réf. nécessaire].
Au Moyen Âge, il porte le nom de « bourrelet » à cause de la bourre qui garnit la couronne de tissu.
Il est à la mode, parfois orné de plumes, chez les femmes sous la Restauration en France, avant d'être remis au goût du jour dans les années 1940.
À noter que, pour certains musulmans, il peut servir de linceul d'urgence si la mort vient les surprendre lorsqu'ils sont isolés : comme il mesure la largeur des épaules et deux fois la taille de l'individu il permet à celui qui trouve le défunt de l'envelopper dedans et de l'enterrer ainsi dans un linceul à même la terre, selon le rite musulman.
Dans la culture arabe classique, le turban était un élément culturel et spirituel important. Dans les pays du Golfe persique il maintenant remplacé par le keffieh. 

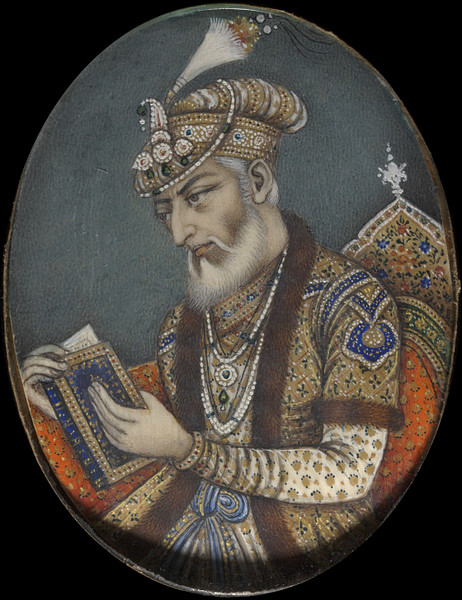
L'empereur moghol Aurangzeb portant un turban et ses ornements.
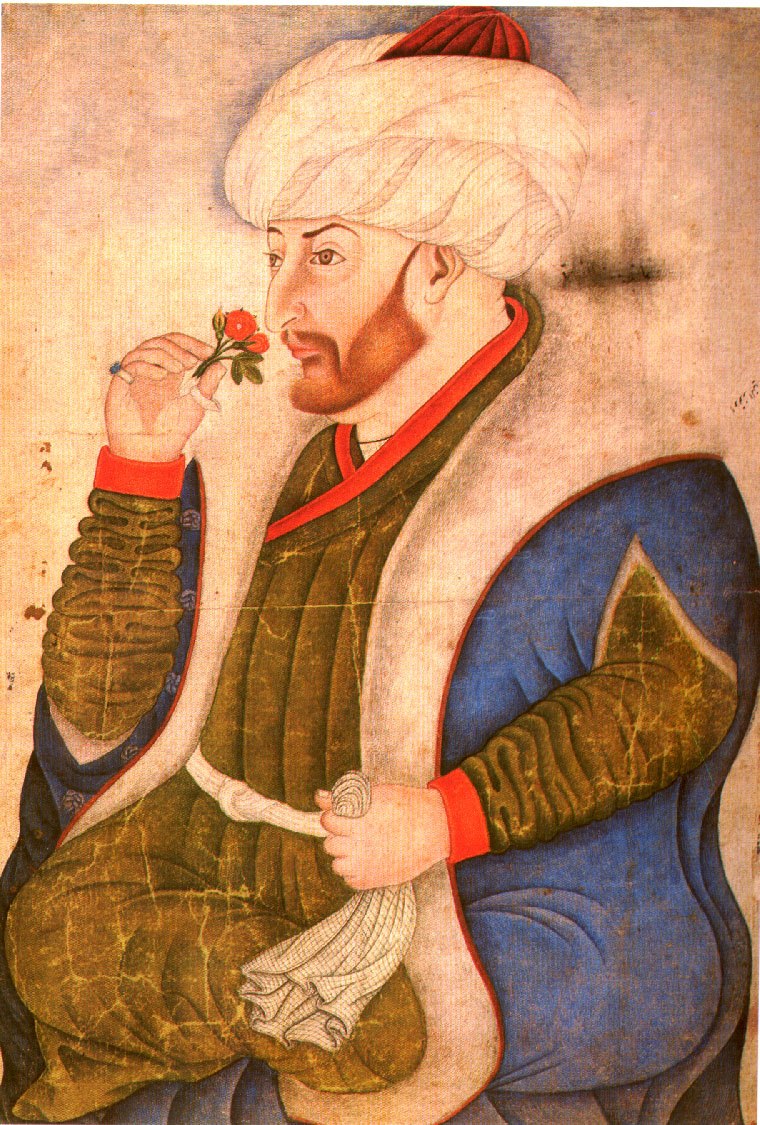
Le sultan Mehmed II portant un turban.
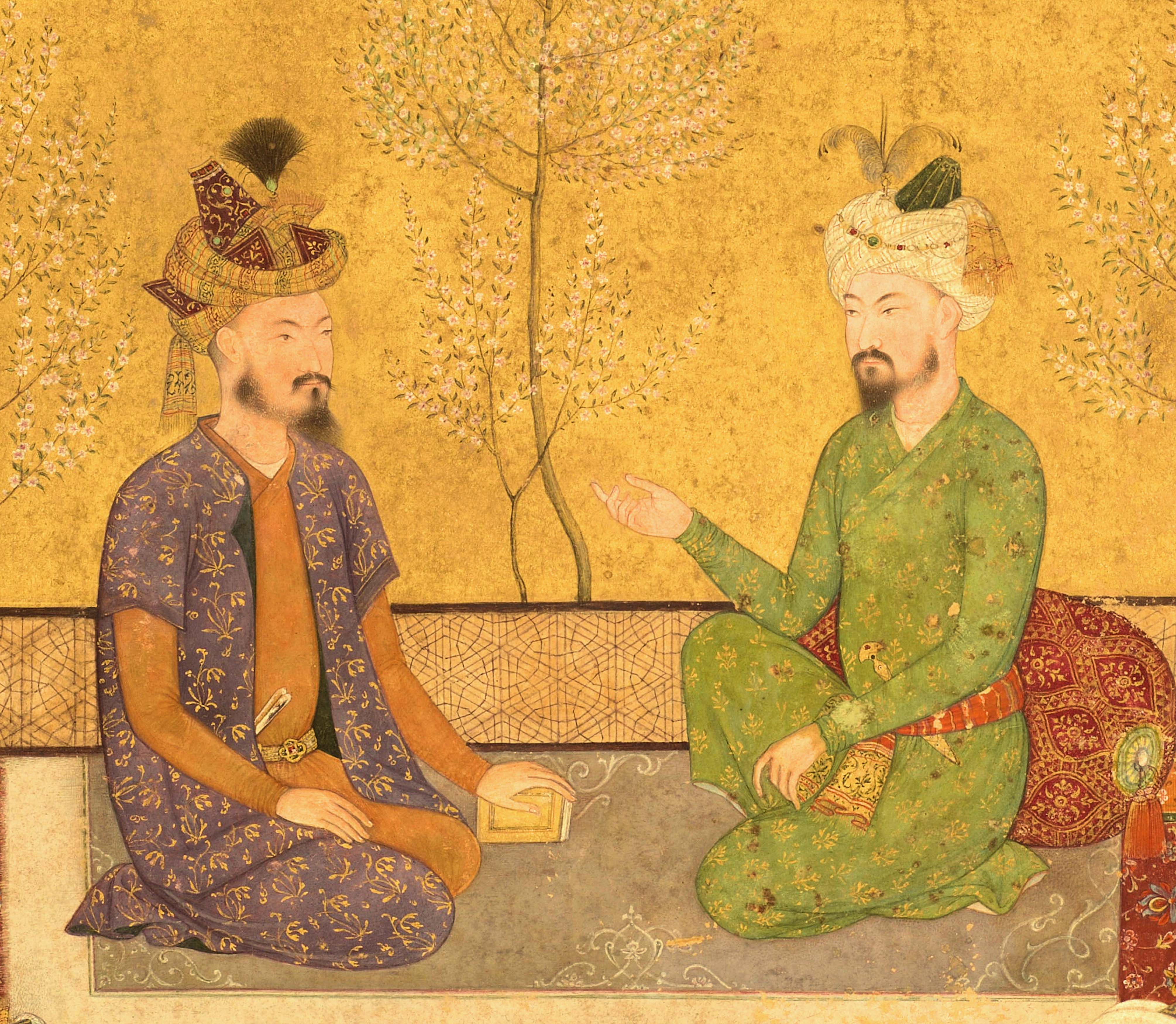
L'empereur moghol Babur et son héritier Humayun portant des turbans.
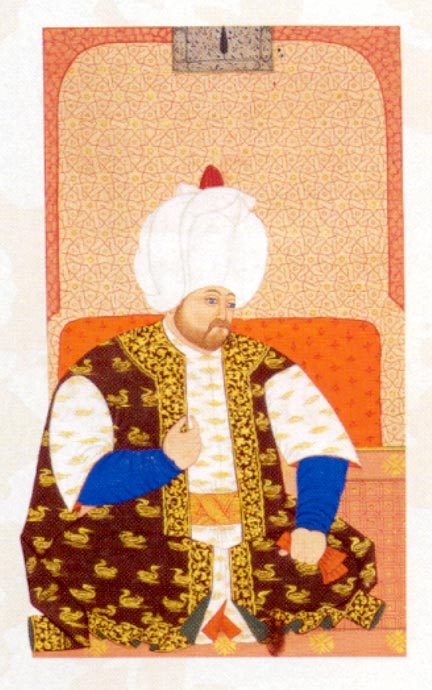
Selim II portant le turban impérial ottoman.

## Aujourd'hui

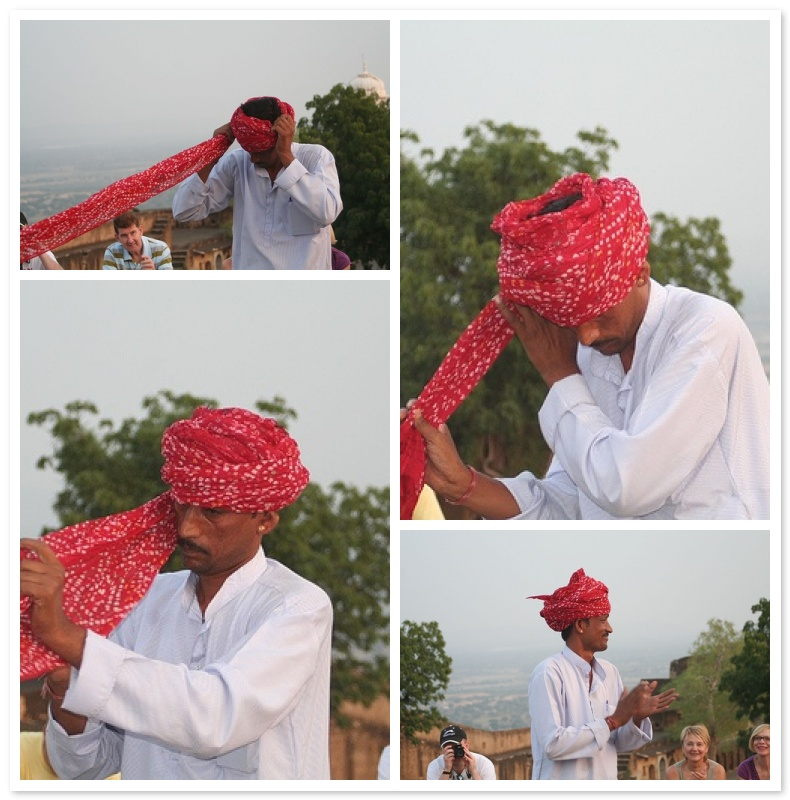
Mettre un turban au Rajasthan.

Le turban se compose souvent de plusieurs pièces selon le pays. Il faut distinguer par exemple le tarboush (طربوش), tel qu'on porte en Égypte, et celui qui est en usage en Syrie ou dans d'autres contrées orientales.

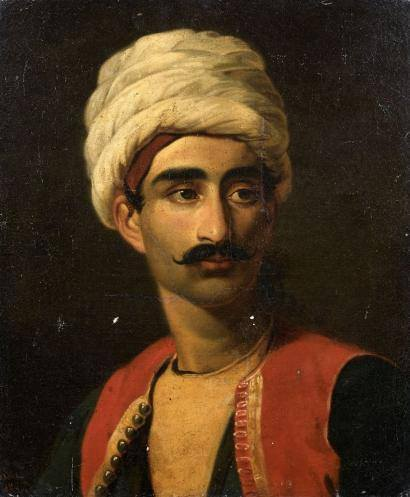
Portrait présumé d'Hassan, gardien de la girafe de Charles X, par Alexandre-François Caminade.

Suivant M. Lane, le turban se compose en Égypte de trois objets, premièrement de la petite calotte appelé taqiyya طاقية, ensuite du tarbouch, qui est un bonnet ou une calotte en drap souvent rouge, allant à la tête et garni au sommet d'une houppe de soie bleu foncé, et enfin de la longue pièce d'étoffe إتب qu'on roule autour du tarbouch.
- Dans le sous-continent indien, le turban est appelé pagri[4] ou pagadi (en hindi : पगड़ी, bengali : পাগড়ি, marathi : पगडी, gujarati : પાઘડી, punjabi : ਪੱਗ, ourdu : پگڑی). Le pagri porté par les hommes, notamment durant les cérémonies de mariage[5]. Le turban appelé dastar est quant à lui étroitement associé au sikhisme. Il est communément porté au Rajasthan en Inde.
- Il est porté par les Turcs de l'Empire ottoman.
- Il est notamment porté par les Berbères, autant ceux amazighophones que ceux arabophones, et est appelé en tamazight akerras[6],[7], mot dont la racine donne aussi le terme kres : « nouer », « être noué », « faire un nœud »[6]. Le turban de la mariée est appelé itelli, mot qui qualifie aussi tout type de bandeau que l'on s'enroule autour de la tête[6], et dont la racine TL donne aussi le mot ettel, « enrouler », « emmaillotter »[6].
- Il est porté par les Arabes, nomades ou sédentaires.
- Chez les Kurdes, le turban fut jadis surmonté d'une crinière. En langue kurde, le turban est appelé darsuk[8] et se voit attribuer plusieurs noms en fonction de son tissu, de sa région, de sa forme et de sa couleur. Chaque tissu, chaque couleur et la manière de le disposer sur la tête, indiquent l'origine sociale et régionale de la personne qui le porte[8]. Les Kurdes du Bâdinân portent en général une sorte de darsuk (turban) nommé jamadâni[8].
- Dans certaines régions du Sahara, les Touaregs portent une sorte de turban appelé en touareg « takarut »[6],[9] pour se protéger contre le soleil et des tempêtes de sable, très fréquentes dans la zone. Il existe une autre catégorie de turban nommée « Alsho » que seuls les notables avaient le droit de porter.
- Au Tchad, le turban est appelé «kadamoul». Il est surtout porté par les hommes du nord et du centre du pays pour se protéger de la poussière et du soleil. La façon de le porter diffère d'une communauté à une autre. Il diffère également selon qu'il s'agisse d'une autorité coutumière ou d'un sujet[10].

## Turbans au Proche et Moyen-Orient
Les pratiques et les rites du judaïsme ancien nous en apprennent sur la façon dont se vêtent les juifs de l'Antiquité au Moyen-Orient. Ainsi, hommes et femmes ne doivent pas porter les mêmes vêtement,, les hommes portent donc un turban ou un bonnet, alors que les femmes portent un manteau féminin agrémenté d'un capuchon. Il existe un règlement sur les accessoires de toilette, précisant que les juives de Médie peuvent envelopper leur tête d'une sorte de turban, et celles d'Arabie sortir voilées,.
Des manuscrits de l'Iran seldjoukide représentent des personnages portant des turbans qui ne diffèrent pas de ceux que représentent les céramistes mais sont peu caractéristiques. Ils se distinguent des turbans des manuscrits de Bagdad ou de Syrie : ils sont posés sur la tête en équilibre au lieu de descendre vers la nuque.
Chez les Arabes, il existe plusieurs sortes de turbans. Ils existent en plusieurs modèles, selon les pays ou les régions :
- Le keffieh est la coiffe des citadins, porté en Palestine, en Irak et au Levant ;
- La ghutra est la coiffe des nobles, porté dans le Golfe et dans la péninsule arabique ;
- La shemagh est la coiffe des bédouins, porté dans la péninsule arabique ;
- Le muzzar est la coiffe porté par les habitants d'Oman et du Yémen.

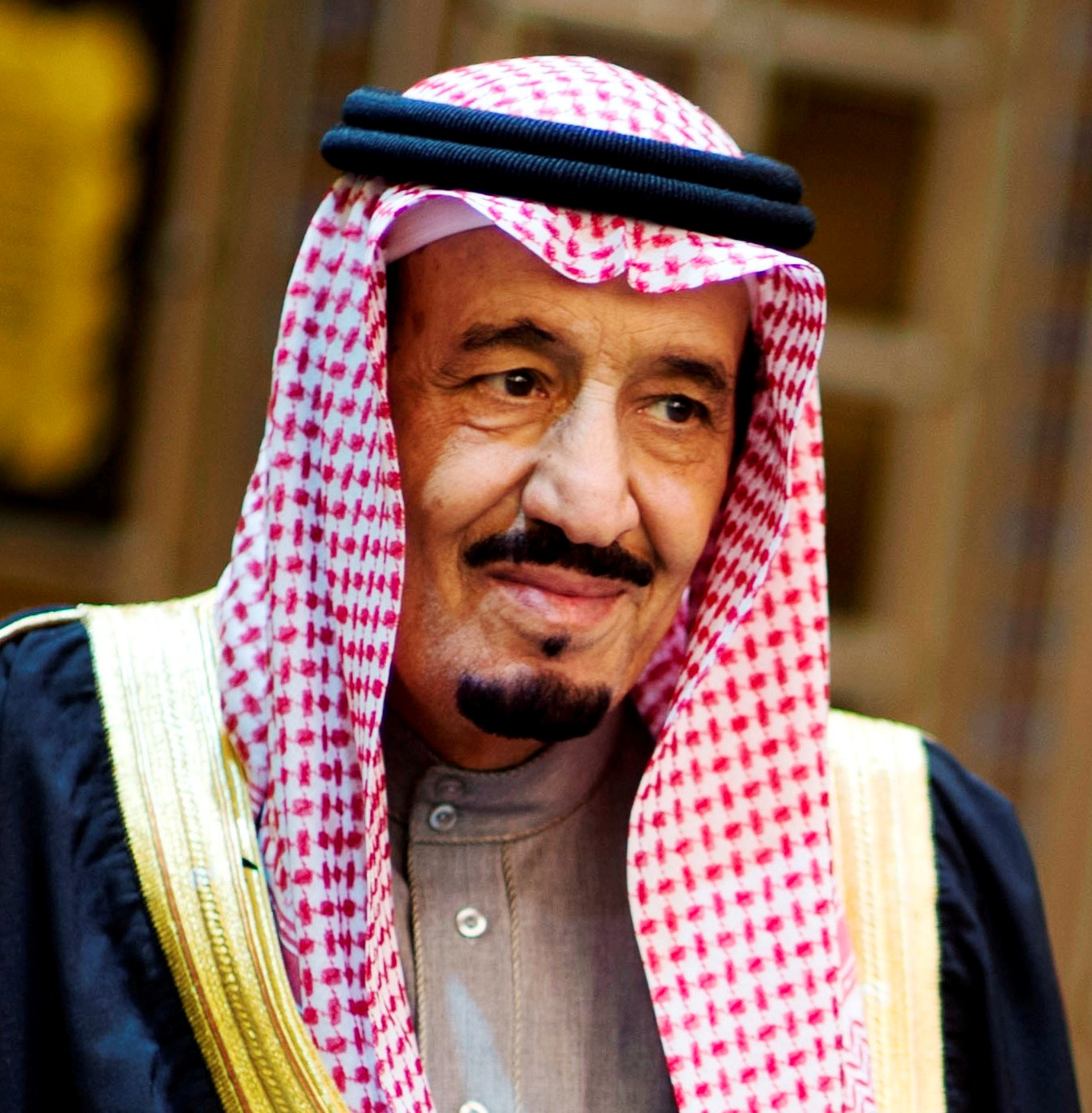
Salmane ben Abdelaziz Al Saoud porte une shemagh.
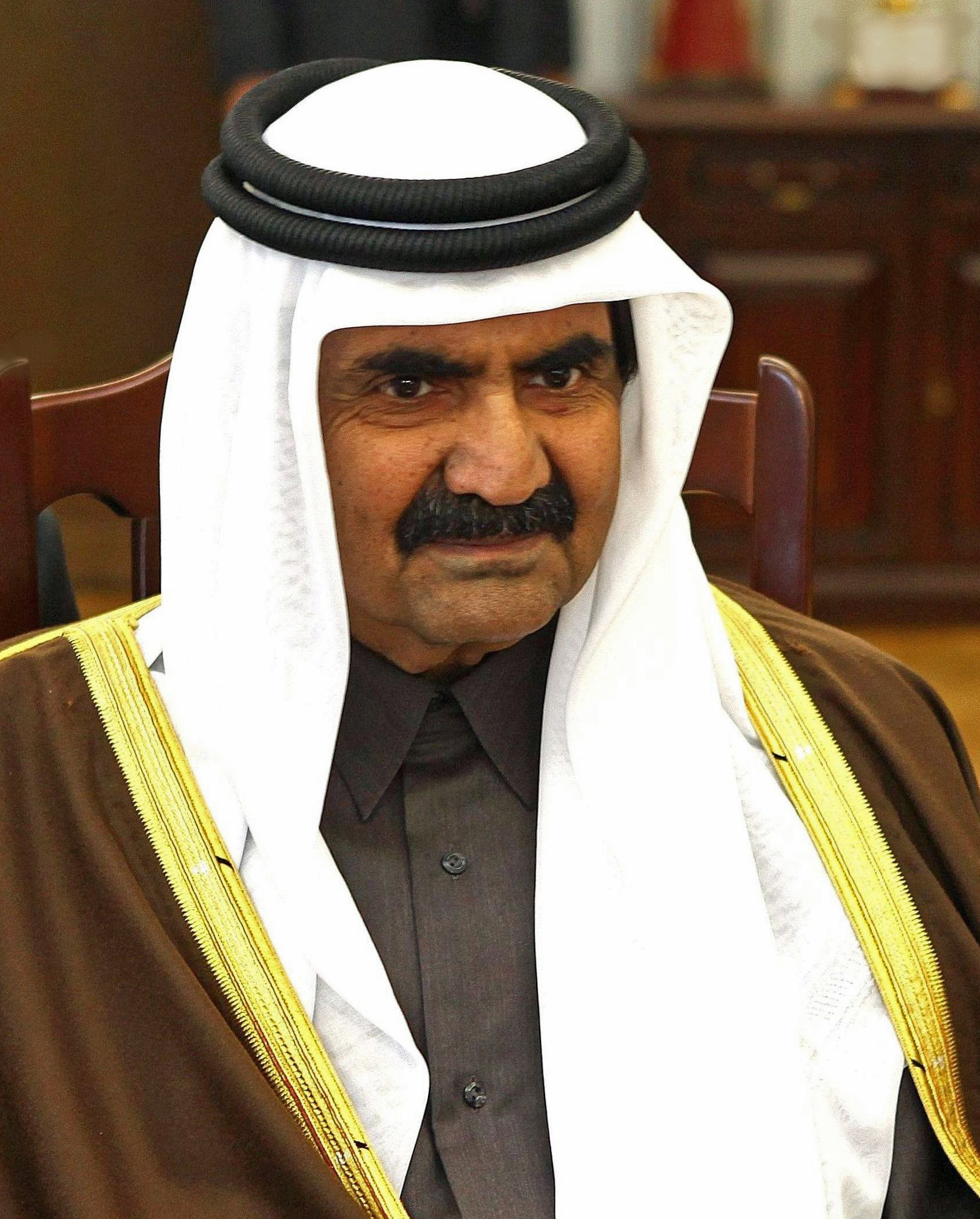
Hamad ben Khalifa Al Thani porte une ghutra.
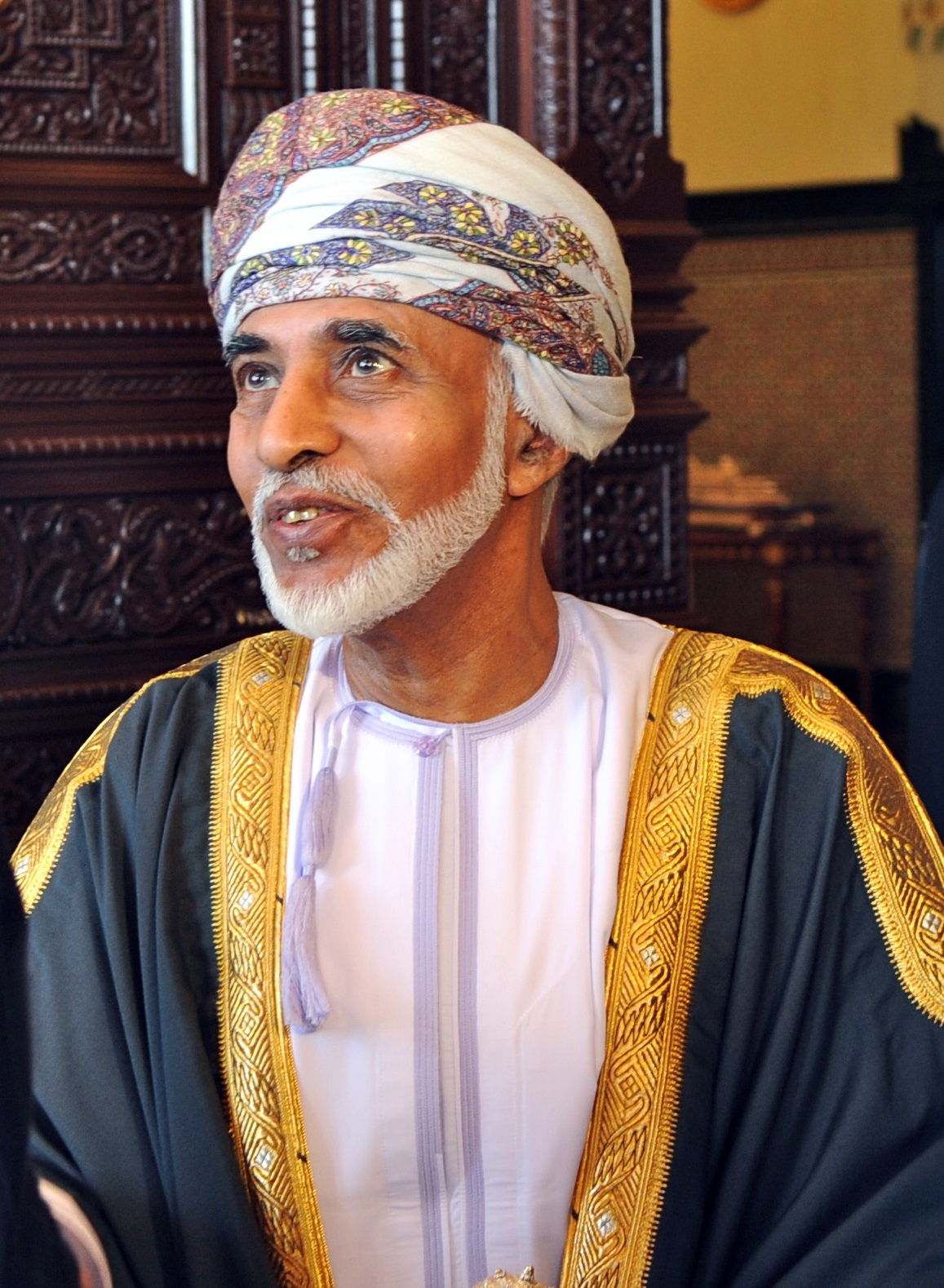
Qabus ibn Saïd porte un muzzar.
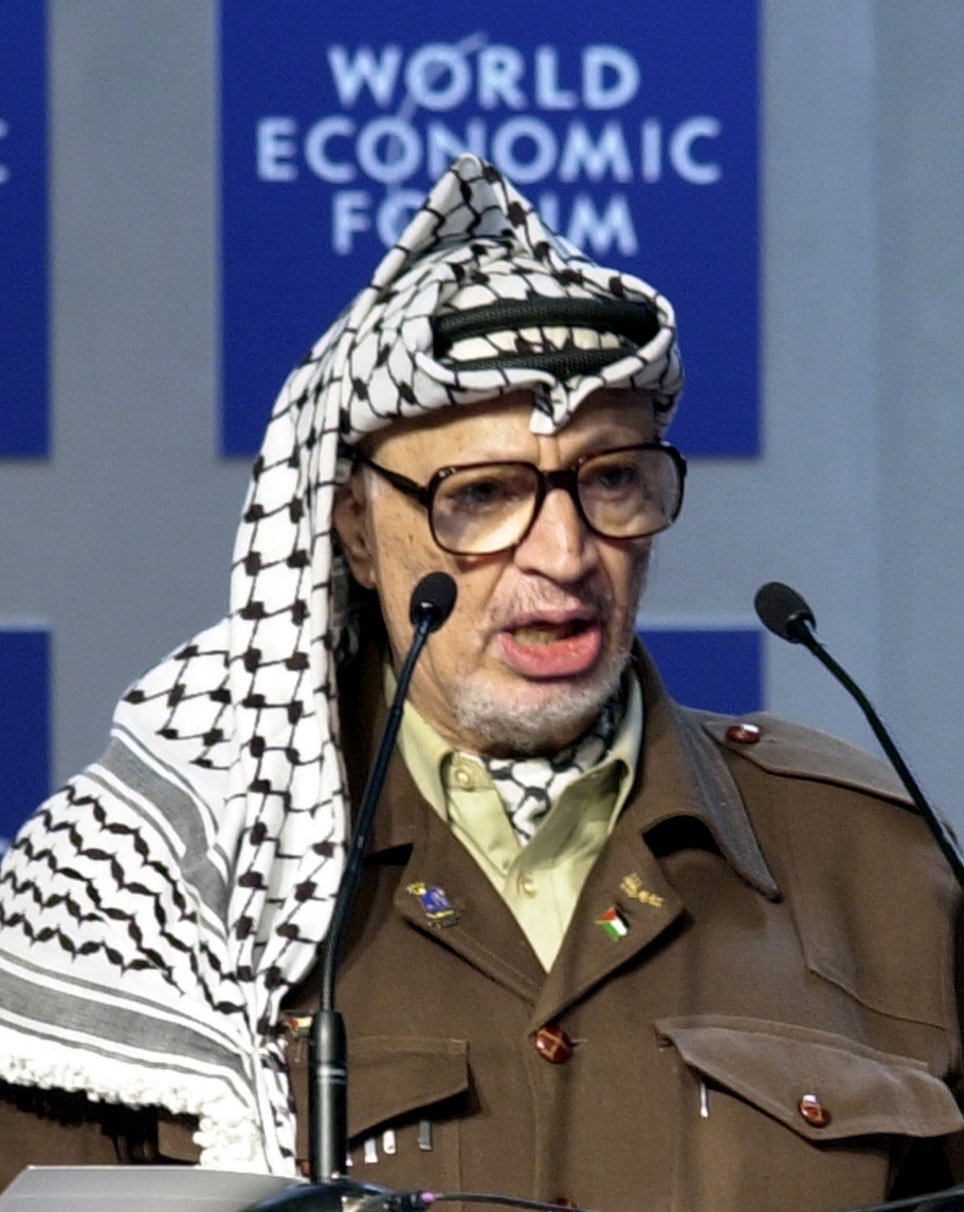
Yasser Arafat porte un keffieh.